# Здание обкома и облисполкома (Воронеж)
Здание обкома ВКП(б) и облисполкома — утраченное административное здание в Воронеже, которое располагалось на площади Ленина, на месте нынешней областной библиотеки имени И. С. Никитина. Было самым большим и самым монументальным сооружением в довоенном Воронеже.
В 1935 году главной площадью Воронежа решено было сделать Старо-Конную площадь, там же было запланировано и главное здание города. В результате конкурса был принят проект архитектора А. И. Попова-Шамана.
Фасад здания был симметричен. В центре находился величественный входной портик высотой в четыре этажа, метрический ряд лопаток с большими окнами между ними и металлическими вставками на уровне межэтажных перекрытий. По бокам — ризалиты, выходящие на площадь глухими плоскостями. Высокий стилобат был сделан из массивных камней. К главному входу вела гранитная лестница шириной во всю длину фасада.
Стены первого этажа были облицованы красным гранитом, а колонны портика — полированным чёрным лабрадоритом. Остальные поверхности отделаны терразитовой штукатуркой. На фризе главного портика и ризалитов находились барельефы и горельефы. Также качественно были отделаны и внутренние помещения.
Здание имело черты как конструктивизма (сочетание стены и большим остеклённых поверхностей), так и модернизированного классицизма.
В 1943 году здание было взорвано отступающими из города немецко-фашистскими оккупантами.
На месте разрушенного старого здания обкома ВКП(б) впоследствии будет построено здание областной библиотеки имени И. С. Никитина.
Послевоенное здание обкома КПСС возвели с юго-западной стороны площади (1953—1959), за новым памятником В. И. Ленину работы скульптора Николая Томского.